# Sokotra-aloe
Sokotra-aloe, Aloe perryi är en grästrädsväxtart som beskrevs av John Gilbert Baker. Sokotra-aloe ingår i släktet Aloe och familjen grästrädsväxter. IUCN kategoriserar arten globalt som nära hotad.
Artens utbredningsområde är ön Sokotra i Indiska oceanen. Inga underarter finns listade i Catalogue of Life.

## Bildgalleri

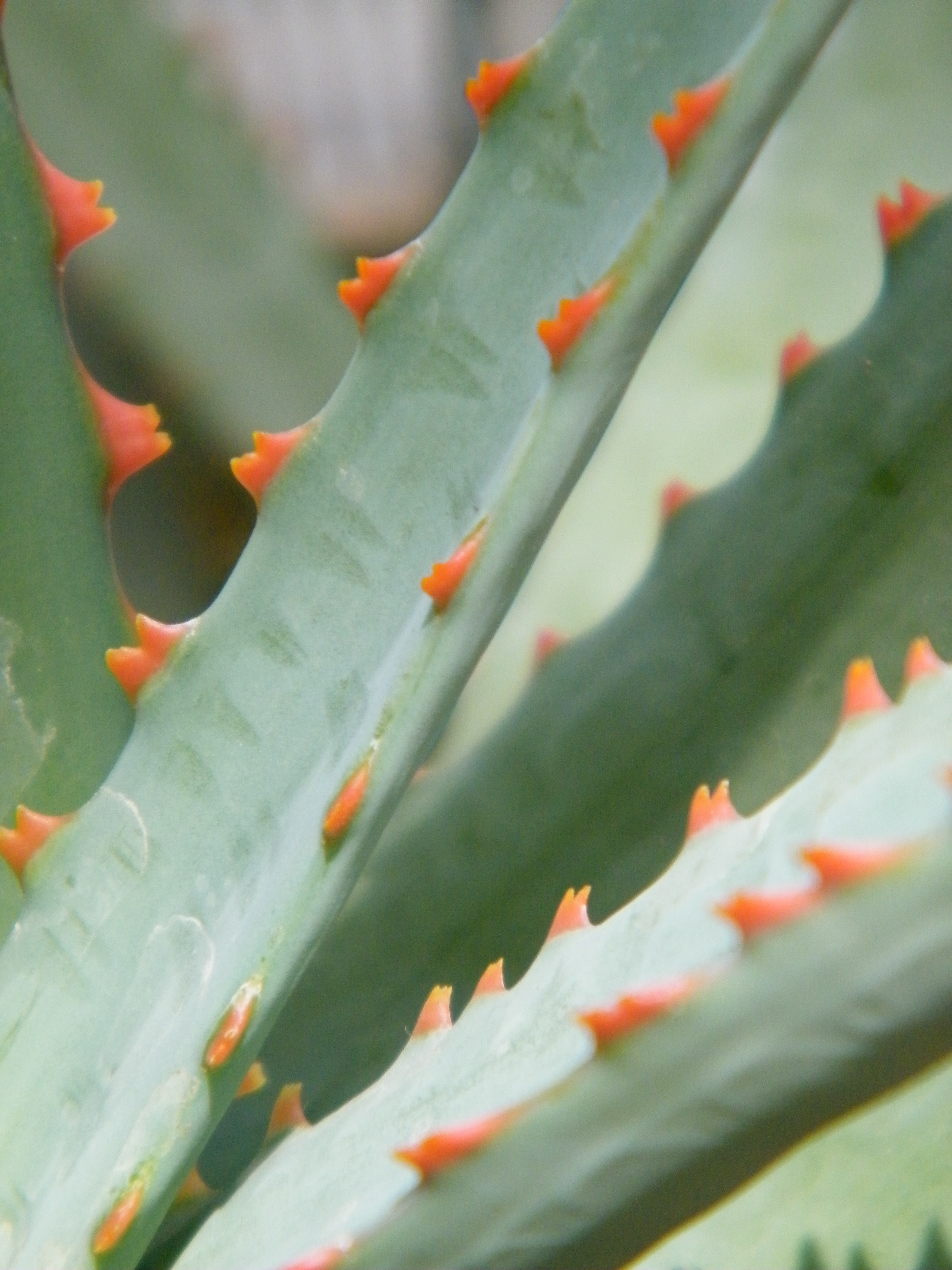